# كاسيوبيا (فلم 1996)
كاسيوبيا (بالبرتغالية: Cassiopéia) هو فيلم برازيلي رسوم متحركة بالكمبيوتر من إنتاج إن دي آر فيلميس عام 1996. ويعتبر فيلم كاسيوبيا ثان فيلم متكامل صنع بأكمله باستخدام الحاسوب.

## طاقم العمل
- أوسمار برادو بدور ليوناردو
- جوناس ميلو بدور شادوسيات
- ألدو سيزار بدور قائد مجلس المجرة المركزي
- مارسيلو كامبوس بدور تشيب
- كاسيوس روميرو بدور تشوب
- فابيو مورا بدور فيل
- هيرميس بارولي بدور تحوت
- روزا ماريا بارولي بدور ليزا
- إزيو راموس بدور مستشار
- فلافيو دياس بدور مستشار
- فرانسيسكو بريتاس بدور روبوت
- إلسيو سودري بدور نقيب / مباشر
- كارلوس سيلفيرا بدور مهندس
- سيسيليا ليميس بدور أصوات الأبطال

## وصلات خارجية
- مقالات تستعمل روابط فنية بلا صلة مع ويكي بيانات